# Francesco Balsimelli
Francesco Balsimelli (* 29. Januar 1894 in San Marino; † 21. Februar 1974 ebenda) war ein san-marinesischer Historiker, Schriftsteller und Politiker.

## Leben
Francesco Balsimelli, der aus  einer Familie von Steinmetzen stammte, begann seine Karriere mit einem Literaturstudium am Istituto Guinicelli an der Universität Bologna, wo er im Dezember 1925 mit einer Dissertation zum Thema „San Marino e la libertà millenaria della Repubblica“  sein Studium abschloss.
1923 wurde er zum Rektor des Gimnasio San Marino ernannt, wo er auch als Professor für Italienisch, Griechisch, Latein und Verfassungsrecht tätig war.  Neben literarischen, juristischen Essays  schrieb er Dramen, Komödien und Musikmärchen. Francesco Balsimelli war auch als Korrespondent für italienische und sonstige ausländische Zeitungen und Zeitschriften tätig. Als Historiker schrieb Balsimelli zahlreiche Biographien berühmter san-marinesischer und italienischer Persönlichkeiten wie Giovanni Battista Belluzzi, Melchiorre Delfico, Bartolomeo Borghesi, des Kanonikers Federico Balsimelli, Gino Zani und Giuseppe Balducci Mastella sowie historische Dokumentationen zu verschiedenen Perioden der Geschichte des Landes. 1941 gründete er die san-marinesische Zeitschrift „Il Campanone“, die er bis Ende 1946 leitete.
Von 1. April bis 1. Oktober 1944 war er einer der beiden Capitani Reggenti (Staatsoberhäupter) und danach Mitglied  des Großen und Allgemeinen Rates von San Marino (Consiglio Grande e Generale).
Seine zahlreichen Werke befinden sich heute in der Nationalbibliothek Biblioteca di Stato e Beni Librari  im Palazzo di Famiglia Valloni.

## Werke (Auszug)
- 1925 –  San Marino e la libertà millenaria della Repubblica
- 1928 – Guida storico-artistica illustrata della Repubblica di S. Marino (Illustrierter historisch-künstlerischer Reiseführer San Marino)
- 1930 – La provincia loretana dei Frati Minori conventuali
- 1932 – La sapienza di Salamone
- 1932 – Il canonico Federico Balsimelli
- 1943 – Gli statuti di San Marino del 1352–1353
- 1966 – Elementi di diritto pubblico sammarinese
- 1975 – Storia delle rappresentanze diplomatiche e consolari della Repubblica di San Marino

## Posthum
Vom September bis November 2014 wurde in den Räumen der Biblioteca di Stato e Beni Librari eine Sonderausstellung zu seinem Wirken eingerichtet.